# Station Martigny (Frankrijk)
Station Martigny is een spoorwegstation in de Franse gemeente Martigny-sur-l'Ante. Het station is gesloten.